# Neptis beroe
Neptis beroe är en fjärilsart som beskrevs av John Henry Leech 1890. Neptis beroe ingår i släktet Neptis och familjen praktfjärilar. Inga underarter finns listade i Catalogue of Life.